# خطة تونس السابعة
خطة تونس السابعة هي مشروع اقتصادي تنموي نفذته الحكومة التونسية من عام 1986 إلى 1990.